# Woldemar Tonndorf
Woldemar Tonndorf (* 5. Juni 1887 in Pößneck; † 28. November 1957 in Leipzig) war ein deutscher Arzt und Hochschullehrer.

## Leben
Tonndorf schlug zunächst eine Laufbahn als Marineoffizier ein.
Er quittierte den Dienst und begann 1911 ein Medizinstudium in Leipzig, dann in Göttingen.
Während des Ersten Weltkrieges diente er als Seeoffizier und nahm an der Skagerrakschlacht teil.
Nach Abschluss seines Medizinstudiums arbeitete Tonndorf als Assistent in Göttingen bei Wilhelm Lange und ab 1922 bei Oskar Wagener.
1920 promovierte er in Göttingen mit einer Arbeit zum Thema Ein bedeutsamer Fall von hernia diaphragmatica vera und seine Beziehungen zur Entwicklungsgeschichte (Aus d. Anat. Inst. d. Univ. Göttingen: Dir.: Fuchs).
1924 habilitierte er sich für Hals-Nasen-Ohren-Heilkunde an der Universität Göttingen.
Dort arbeitete er von 1924 bis 1928 als Privatdozent und von 1928 bis 1929 als außerordentlicher Professor.
Von 1929 bis 1951 war er als Nachfolger von Max Georg Mann (1861–1936) Chefarzt der Hals-Nasen-Ohrenklinik und Ärztlicher Direktor des Stadtkrankenhauses Dresden-Friedrichstadt.
Sein Nachfolger wurde Kurt Schröder.
Erst 1951, im Alter von 64 Jahren, bekam er einen Lehrstuhl für Hals-, Nasen- und Ohrenheilkunde an der Medizinischen Fakultät der Universität Leipzig.
Diesen hatte er bis zu seiner Emeritierung im Jahr 1954 inne.

## Forschungsinteressen
Tonndorf untersuchte die Kehlkopffunktion mit physikalischen Methoden.
Er entdeckte, dass die Stimmlippenschwingungen aerodynamischen Gesetzen folgen.
Mit Hilfe von stroboskopischen Untersuchungen berechnete er deren Schwingungszahlen.
Er forschte auf dem Gebiet der Sulfonamidtherapie der Meningitis.

## Mitgliedschaften und gesellschaftliches Engagement
Seit 1923 war Tonndorf Mitglied der Gesellschaft Deutscher Hals-Nasen-Ohrenärzte.

## Familie
Tonndorfs Sohn Jürgen Tonndorf war ebenfalls HNO-Arzt und ein bekannter Audiologe.

## Trivia
Victor Klemperer erwähnt Tonndorf in seinem Tagebuch von 1943 zwar nicht namentlich, aber als Chefarzt des Friedrichstädter Krankenhauses.
In der erzählten Begebenheit setzte Tonndorf sich energisch dafür ein, den Juden Jacobi, der an Mittelohreiterung erkrankt war, in seinem Krankenhaus zu operieren, obwohl das eigentlich für Juden verboten war.

„Da drang Frau Jacobi, die Arierin, zum Chefarzt des Friedrichstädter Krankenhauses vor und sagte ihm erbittert:
Also lassen sie meinen Mann sterben, weil er Jude ist.
Das muss den Arzt ins Gewissen getroffen haben, er rang selber telefonisch mit der Gestapo.
Ergebnis: Die Operation wurde erlaubt“

## Schriften (Auswahl)
- Hals-, Nasen- und Ohrenheilkunde. Zwanglose Schriftenreihe zusammen mit Helmut Loebell, Leipzig, J.A. Barth, 1947, OCLC 250099503
- Sepsis nach Angina zusammen mit Walther Uffenorde, Hans Claus, Helmut Loebell, Leipzig, J.A. Barth, 1951, OCLC 15361937